# Xie Fei
Xie Fei (chiń. 谢飞; pinyin Xiè Fēi; ur. 14 sierpnia 1942 w Yan’an) – chiński reżyser i scenarzysta filmowy. Laureat Złotego Niedźwiedzia na 43. MFF w Berlinie za film Kobiety znad Jeziora Pachnących Dusz (1993). Wcześniej zdobył również Srebrnego Niedźwiedzia za wybitne osiągnięcie artystyczne na 40. Berlinale za film Czarny śnieg (1990).